# 리프디마슈크 공세 (2018년 2월~4월)
리프디마슈크 공세 (2018년)는 2018년 2월 18일부터 진행중인, 시리아 수도 다마스쿠스 인근 동구타 지역의 전투를 말한다.

## 배경

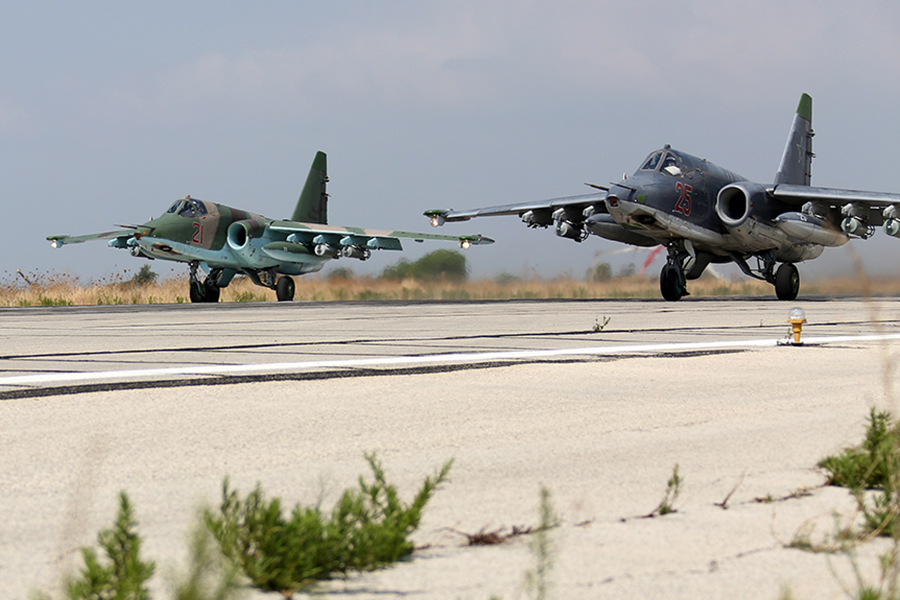
흐메이밈 공군기지에 배치된 러시아 공군의 수호이-25 공격기

동구타(Eastern Ghouta)는 친미 시리아 반군의 마지막 거점이다. 친러 시리아 정부군이 2012년 12월부터 인구 40만명인 동구타를 봉쇄하고 공습을 진행해 수많은 민간인들이 내부에 고립돼 있다.
시리아 내전은 친러 정부에 대해 2011년 친미 반군이 무장봉기를 하면서 발생했다. 시리아 수도 다마스쿠스 동쪽에 위치한 동구타는 2012년 반군이 장악했으며, 2012년 12월 시리아 정부군이 포위를 했다. 내전 8년만에 시리아 전역의 친미 시리아 반군은 대부분 진압되었으며, 2018년 2월 19일부터 정부군은 반군 최후의 거점인 동구타에 대해 시리아 내전 이후 최대규모의 공습을 가하기 시작했다.
이번 공세에서 친러 시리아 정부군은 15,000명의 사단급 규모이며, 친미 시리아 반군은 수천명의 연대급 규모이다.
최근 친미 시리아 반군이 시리아 북서부에 있는 흐메이밈 공군기지를 두 차례 공격하고, 2월 3일에는 러시아 수호이-25 전투기를 격추하면서 러시아가 '공격'으로 방향을 선회했다. 시리아 수도 다마스쿠스와 그 동쪽에 인접한 동구타는 시리아 북서부 흐메이밈 공군기지에서 남쪽으로 220 km 떨어져 있다.
2018년 2월 4일, 시리아 북서부 이들리브주(州)에서 시리아 반군이 러시아 공군의 수호이 25를 휴대용 대공미사일로 격추해 조종사 1명이 낙하산으로 탈출했으나, 교전으로 숨졌다. 자바트 알누스라라는 시리아 반군이 통제중인 지역이다. 2012년 10월 24일, 러시아 최고위 장성이 인테르팍스 통신에 시리아 반군이 스팅어 미사일을 비롯해 미국제 휴대용 견착식 대공 미사일을 보유하고 있다고 말했다.
2018년 2월 10일, 2018년 2월 이스라엘-시리아 사건이 발생했다. 1982년 레바논 전쟁 이후 처음으로 이스라엘 전투기가 시리아군에 의해 격추되었다. 이스라엘은 전투기 격추에 대한 보복으로 시리아 수도 다마스쿠스 인근에 대규모 보복공습을 단행했다. 동구타와 인접한 지역이다.
이스라엘 전투기 격추 직후, 이스라엘 베나민 네타냐후 총리는 "이란이 이스라엘을 파괴하려는 수작에 강경 대응할 것"이라며 이란을 후원하는 러시아 블라디미르 푸틴 대통령에게 항의 전화를 했다. 이에 푸틴 대통령은 "시리아 상황을 악화시킬 수 있는 행동을 자제하라"며 "새로운 대치 국면을 만들지 말라"고 반박했다.
2018년 2월 19일부터 친러 시리아 공군의 전투기의 동구타 융단폭격이 시작되었으며, 시리아인권관측소(SOHR)의 라미 압델 라흐만 소장에 의하면, 러시아 공군의 전투기도 목격되었다. 매일 규모를 줄이지 않고 융단폭격을 가하고 있다. 2월 4일 러시아 전투기 격추에 대한 보복공습의 의미가 있다.

## 진행

### 백파이어

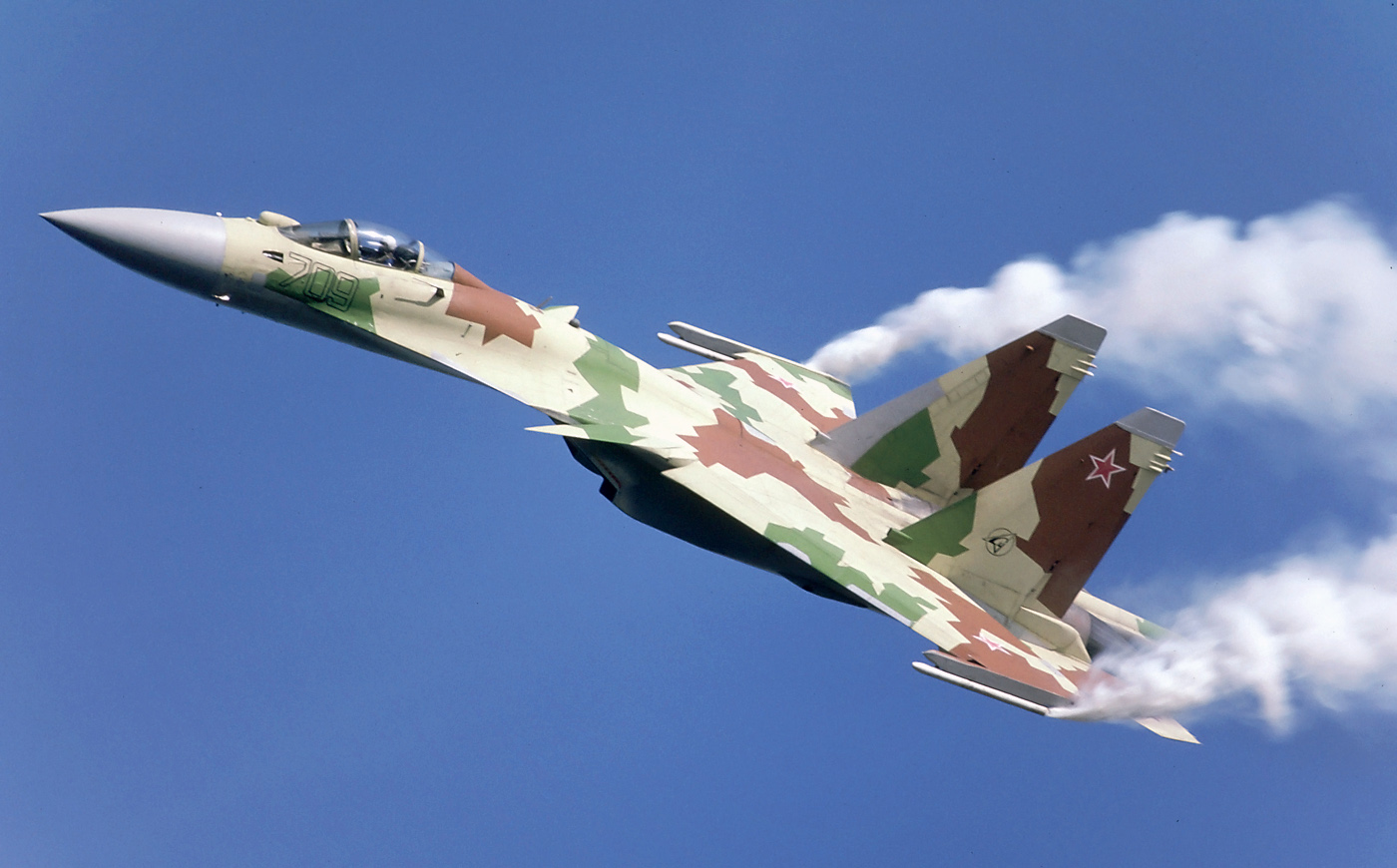
백파이어 폭격기를 호위하는 Su-35SM 전투기

러시아 공군은 투폴레프 Tu-22M3 백파이어 초음속 중거리 폭격기를 시리아 공습에 투입하고 있다고 여러번 보도되었다. 이번 동구타 융단폭격에 백파이어가 투입되었다는 명확한 보도는 없지만, 보통 융단폭격은 전투기 공습만으로는 힘들다. 수호이-25 공격기는 250 kg FAB-250 재래식 폭탄 16발을 탑재할 수 있다. 반면에 백파이어 폭격기는 FAB-250 69발을 탑재한다.
시리아 내전 초기에는, 러시아 공군이 러시아 남부 모드조크 공군기지에서 백파이어를 출격시켰다. 이란과 이라크 영공을 지나 시리아를 공습했다. 그러다가 2016년 8월 이란과 협의가 되어, 이란 하메단 공군기지에서 백파이어를 출격시켜 시리아 공습을 시작했다. 비행거리를 60%나 줄일 수 있게 되었다.
Tu-22M3 백파이어의 엄호는 시리아 흐메이밈 공군기지에서 이륙한 Su-35SM 전폭기가 맡는다. 동구타는 이란 하메단 공군기지에서 서쪽으로 1140 km 떨어져 있다.
러시아 공군의 시리아 공습은 막대한 재래식 폭탄의 재고소진 목적도 있는 것 같다고 보도되곤 한다.
융단폭격은 정밀한 스마트 정밀유도 폭격이 아니고 2차대전 때처럼 공중에서 대규모 무유도 폭탄을 투하하는 방식이어서, 민간인 사망이 많다.

## 결과
2월 23일, 6일째 동구타 융단폭격이 실시되어, 시민 471명이 사망했고, 이중 희생된 어린이만 114명인 것으로 나타났다고 시리아인권관측소가 주장했다. 영국 가디언은 사상자나 피해 규모 면에서 2016년 알레포 사태 이후 최악의 사태가 발생하고 있다고 보도했다.

## 반응
- 미국 - 트럼프 대통령은 백악관에서 진행한 맬컴 턴불 호주 총리와의 공동 기자회견에서 동구타 참사에 관해 "러시아와 이란 시리아가 최근 벌인 일은 인도적 불명예"라고 말했다.[13]

- 독일 - 메르켈 총리는 독일 의회에서 동구타 사태를 두고 "이란과 러시아가 시리아 정부군을 지원하는 만큼 이들 국가에 특히 책임이 있다"고 밝히면서 "우리는 이 학살을 끝내기 위한 모든 것을 해야 할 필요가 있다"고 말했다. 또한 "시리아 정권은 테러리스트들이 아닌 자국민과 싸우고 있으며 어린이들을 죽이고 병원을 파괴했다. 이는 비판받아야 할 학살 행위"라고 강조했다.[14]

- 프랑스 - 에마뉘엘 마크롱 프랑스 대통령은 독일 메르켈 총리와 함께, 러시아 푸틴 대통령에게 즉각적인 임시 휴전을 촉구하는 서신을 썼다. 2월 22일 유엔 안보리에서 임시 휴전안에 대한 표결이 실시될 예정이다. 그러나 푸틴 대통령은 반응이 없다. 유엔 안보리 상임이사국 5개국 중 러시아만 거부권을 행사해도, 휴전안은 결의될 수 없다.

- 러시아 - 2월 22일 유엔 안보리 결의안 초안을 거부한 러시아는 24일 수정안 제의를 했으며, 이에 만장일치로 시리아 임시 휴전 결의안이 통과되었다. 그러나 결의안이 통과된 직후에도, 시리아 정부군은 계속해서 동구타 융단폭격을 실시했다.